# Dominique Ohaco
Dominique Ohaco Gallyas (Santiago, 19 de diciembre de 1994) es una esquiadora freestyler chilena en las categorías Big Air y Slopestyle. Es sobrina por parte del padre de la extenista chilena Germaine Ohaco y por parte de la madre de la ex-Windsurfista chilena Gallyas Piroska.
Compitió en los Juegos Olímpicos de Invierno 2014, realizados en Sochi (Rusia), en la disciplina de esquí acrobático, donde fue la abanderada de la delegación chilena. También participó en los Juegos Olímpicos de invierno 2018, realizados en Pyeongchang (Corea del Sur) y clasificada para Juegos Olímpicos de Pekín 2022 Tiene dos resultados entre los 20 primeros en dos Juegos Olímpicos de Invierno.

## Biografía

### Etapa juvenil
Nació en Santiago un 19 de diciembre de 1994. A los dos años y medio aprendió a esquiar en Valle Nevado. Lo que más la motivó en su niñez a practicar el deporte fue el desafío constante de todos los días lograr un truco o tener una gran carrera junto a la adrenalina, superando los miedos y sentirse viva.

### Etapa profesional y Juegos Olímpicos 2014
Desde 2012 ha practicado esquí acrobático.  Sus primeros éxitos internacionales de importancia los obtuvo cuando irrumpió en el top-10 de la Copa del Mundo, terminando cuarta en Slopestyle el 2012 en Ushuaia y  cuando terminó décima en Slopestyle en el Campeonato Mundial Junior de 2015.
En Sochi 2014 tuvo su primera participación olímpica, y logró adjudicarse el puesto 13.º en la prueba de slopestyle, con una marca de 95,25 puntos, sin poder avanzar a la final.

### Winter X Games y Pekin 2018
Fue la primera esquiadora chilena en competir en los X Games cuando terminó 4.° lugar en Big Air en Aspen 2018. Luego terminó 4.° en Big Air en la Copa del Mundo en la ciudad de Quebec (marzo de 2018). Clasificó a los Juegos Olímpicos de invierno 2018 en donde logró adjudicarse el puesto 20.º con una marca de 38.60 puntos, sin lograr avanzar a la final.

### Accidente de Surf
En 2020, mientras practicaba surf en la localidad de Puerto Malabrigo, en el norte de Perú, se cayó de la tabla y sufrió un corte muy profundo, de unos 10 centímetros en la pierna, que le rompió el músculo sartorio y parte del aductor de la pierna derecha, perdiendo mucha sangre. Dos amigas le aplicaron un torniquete con cuerda y la trasladaron a un hospital que estaba a 40 minutos de distancia.
```
 “Nunca había estado tan asustada en mi vida, realmente pensé que me iba a morir ahí mismo. Estaba en la ola más larga del mundo, en la parte más alejada de la playa cuando sentí un golpe muy fuerte en la parte superior de la pierna. Golpeo la quilla de la tabla o una roca".
```

A raíz de este accidente, en 2020 estuvo parada en medio de la Pandemia de COVID-19 en Chile.

### Vida personal
Dominique estudió de forma paralela Diseño de Ambientes y Objetos en la Universidad del Desarrollo.

### Juegos Olímpicos de Pekín 2022
El 19 de enero de 2022, Dominique confirmó a través de sus redes sociales, su clasificación a los Juegos Olímpicos de Pekín 2022. Con esto, la deportista nacional hace historia al conseguir su tercera participación en la cita de Juegos Olímpicos de Invierno.
El 4 de febrero da inicio los juegos con la ceremonia de inauguración de JJ.OO. de invierno. En dicha oportunidad nuevamente fue Abanderada chilena, junto a Henrik Von Appen, en el Desfile de Naciones y representando al Team Chile.

## Palmarés

### Medallero internacional
| FIS World Cup | FIS World Cup   | FIS World Cup     | FIS World Cup |
| Año           | Lugar           | Medalla           | Competición   |
| ------------- | --------------- | ----------------- | ------------- |
| 2017          | Monchengladbach | Medalla de bronce | Big Air       |

### Distinciones personales
| Año  | Territorio | Distinción                | Evento                                     |
| ---- | ---------- | ------------------------- | ------------------------------------------ |
| 2014 | Rusia      | Abanderada de Chile       | Juegos Olímpicos de Invierno en Sochi      |
| 2018 | Chile      | Mejor esquiadora nacional | Círculo de Periodistas Deportivos de Chile |
| 2021 | Chile      | Mejor esquiadora nacional | Círculo de Periodistas Deportivos de Chile |
| 2022 | China      | Abanderada de Chile       | Juegos Olímpicos de Invierno en Pekín      |

Además:
1. Tiene dos resultados entre los 20 primeros en dos Juegos Olímpicos de Invierno.
2. Compitió en cuatro eventos en tres Campeonatos Mundiales, logrando tres resultados entre los 20 primeros, siendo su mejor noveno lugar en Slopestyle en 2013.
3. Terminó décimo en Slopestyle en el Campeonato Mundial Junior de 2015.
4. Irrumpió en el top-10 de la Copa del Mundo, terminando cuarto en Slopestyle en 2012 (Ushuaia). El primer y único podio es tercero en 2017 en Big Air (Mönchengladbach).
5. En 2018, fue el primer chileno en participar en los Winter X Games.
6. Bicampeona nacional 2021 (big air, slopestyle).

## Filmografía
| Año  | Título                                          | Rol        | Notas                   | Ref.   |
| ---- | ----------------------------------------------- | ---------- | ----------------------- | ------ |
| 2023 | Perfect Balance: The Journey of Dominique Ohaco | Ella misma | Largometraje documental | [ 12 ] |